# Meta dolloff
Meta dolloff là một loài nhện trong họ Tetragnathidae.
Loài này thuộc chi Meta. Meta dolloff được miêu tả năm 1980 bởi Herbert W. Levi.